# Franciszka Corvin-Krasińska
Franciszka Corvin-Krasińska, född 1742 i Maleszowa, död 30 april 1796 i Dresden, var en polsk adelsdam, morganatiskt gift med Kurlands hertig Karl Kristian Josef av Sachsen. Paret fick en dotter, Maria Christina av Sachsen.     

## Biografi
Franciszka Corvin-Krasińska var dotter till Stanisław Corvin-Krasiński (1717–1762) och Aniela Humiecka. Hennes familj umgicks vid hovet i Warszawa, där hon mötte Karl. Paret blev ömsesidigt förälskade och bad hennes familj om stöd för ett giftermål år 1757. Hennes far och ingifte farbror Antoni Lubomirski stödde planen, men hennes faster Zofia Lubomirska betvivlade Karls ärlighet. Paret gifte sig slutligen i hemlighet år 1760. Hennes faster Zofia Lubomirska, vars make var Franciszkas officiella förmyndare efter faderns död 1762, krävde av Karl att han skulle erkänna äktenskapet offentligt. När detta slutligen skedde under det polska kungavalet 1763-64, uppmuntrade Zofia Karl att ställa upp i valet. Äktenskapet mellan Karl och Franciszka förklarades slutligen lagligt och accepterades av det sachsiska hovet år 1775, men betecknades dock som morganatiskt, och Franciszka fick den ärftliga titeln prinsessa av kejsaren.